# Tauleta LED copiadora
|  | No s'ha de confondre amb Taula de llum. |

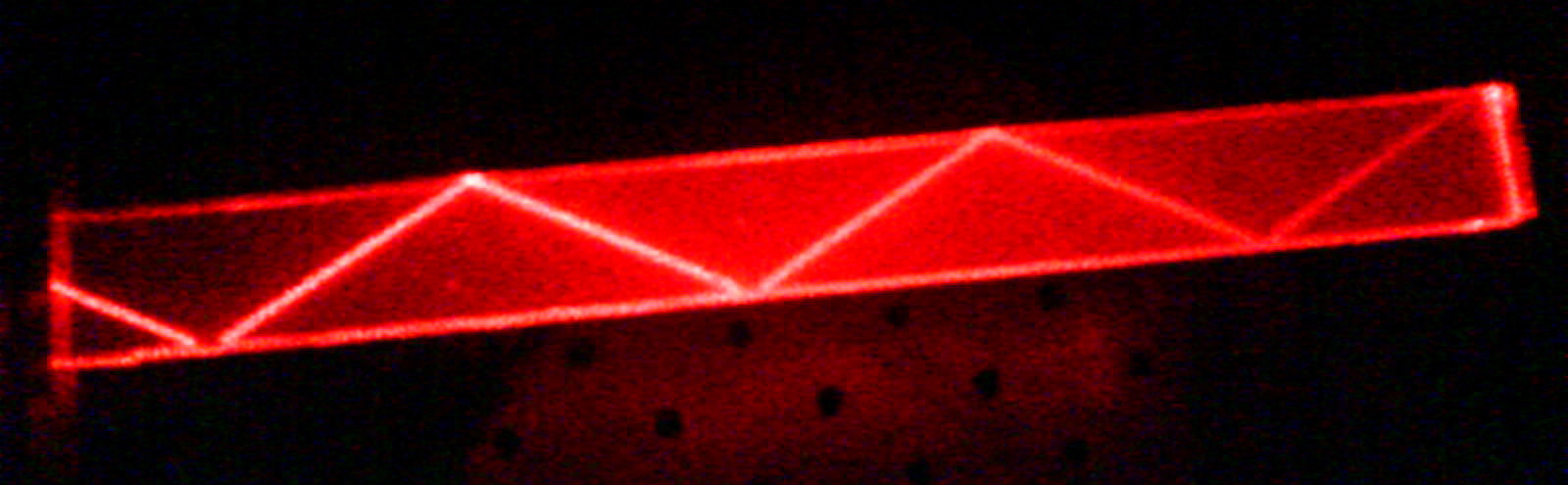
Reflexió interna total en un bloc de metacrilat

Una tauleta LED copiadora (en anglès LED tracing pad),és un dispositiu de visualització que subministra una il·luminació uniforme del subjecte des de sota a través d'una superfície translúcida il·luminada amb LEDs, basant-se en el fenomen de reflexió interna total que segueix la llum en un bloc de metacrilat i que utilitzen totes les pantalles LCD backlight.

## Tauleta LED intel·ligent
La Tauleta LED intel·ligent o LED digitizer pad està dissenyada amb una tecnologia que permet un fàcil ús per a tota la gamma de professionals d'art digital. Depenent del monitor subjacent pot tenir una resolució d'alta definició i una relació d'aspecte de pantalla ampla, permeten treballar d'una forma interactiva. Es pot dibuixar directament sobre la tauleta connectada com monitor del PC, la qual cosa fa que sigui més fàcil al dibuixant emprar la seva creativitat al poder dibuixar sobre la superfície de la tauleta (sobre una taula en posició horitzontal) amb un llapis electrònic com si fos amb un llapis clàssic sobre un full de paper. A part també es pot utilitzar com si fos un monitor amb suport ajustable que permet trobar la posició de treball més adequada.

## Tauleta LED no intel·ligent
Són d'un baixíssim consum (es pot alimentar del port USB) a part que genera molt poca escalfor. Una tauleta LED copiadora és molt fina (d'uns pocs mil·límetres) i de pes lleuger, (menys d'1,5 kg), la qual cosa facilita que es pugui guardar en una prestatgeria o en un calaix.
La intensitat de la llum és de nivell regulable, des d'una llum molt suau per veure elements transparents fins a una llum de gran intensitat per a un fàcil calcat d'un dibuix en qualsevol tipus de suport. Amb aquesta característica, l'únic requisit per poder calcar un dibuix és -solament- que "tots dos" suports de paper (l'original i la destinació) siguin translúcids en algun grau, no és imprescindible que siguin transparents..
S'utilitzen sobretot en els oficis d'arts gràfiques per calcar dibuixos, especialment al món dels dibuixos animats o dels còmics. Un altre ús és per exemple per revisar una pel·lícula fotogràfica, un fotolit o qualsevol imatge que es pugui col·locar damunt de la tauleta., p.i.: els transfer per a tatuatges<meta /> o els patrons de puntes de coixí.
No és el seu propòsit, però també es podrien utilitzar en forma de panell muntades en les parets dels hospitals i consultoris mèdics per poder examinar les radiografies.

## Característiques
Les tauletes LED poden ser super primes i lleugeres: Poden arribar a tenir 7,5 mm de gruix i menys d'1,5kg de pes. Utilitzables en un escriptori o damunt dels genolls i són fàcils de guardar i transportar
- Models: en moltes grandàries, entre altres: DIN-A4, DIN-A3, DIN-A2.
- Superfície il·luminada: difusor acrílic d'opalina amb retro-il·luminació amb diferents nivells (òptima, brillant o suau), uniformement distribuïda a través de tota la superfície de treball.
- Lluentor Regulable: Una vegada la tauleta està connectada a l'alimentació, es pot ajustar la intensitat de la llum a diferents nivells mitjançant un regulador AC/DC.
- Funcionament fred: Sense generació d'escalfor. Convenient per a un funcionament de 24 hores al dia.
- Baix manteniment: No hi ha bombetes que s'hagin de reemplaçar. Llarga vida útil de 50.000 hores.
- Clips de fixació: Es poden situar en les parets laterals que permeten fixar els dibuixos que es volen copiar.
- Usos: Calcat professional en animació, historietes, creació disseny i dibuix, ensenyament, arquitectura, decoració d'interiors, moda, visionat de radiografies en hospitals (rajos X, ressonància magnètica, etc..)

## Tauleta LED casolana
Passos per construir una tauleta LED a partir d'un monitor TFT:
- Desmuntar el panell TFT
- Llevar làmines difusores
- Llevar els tubs fluorescents dels costats del panell
- Conservar el difusor de metacrilat
- Connectar dues tires de LED's situant-les als costats
- Tornar a muntar el conjunt de retroil·luminació